# Lokomotivfabrik Floridsdorf

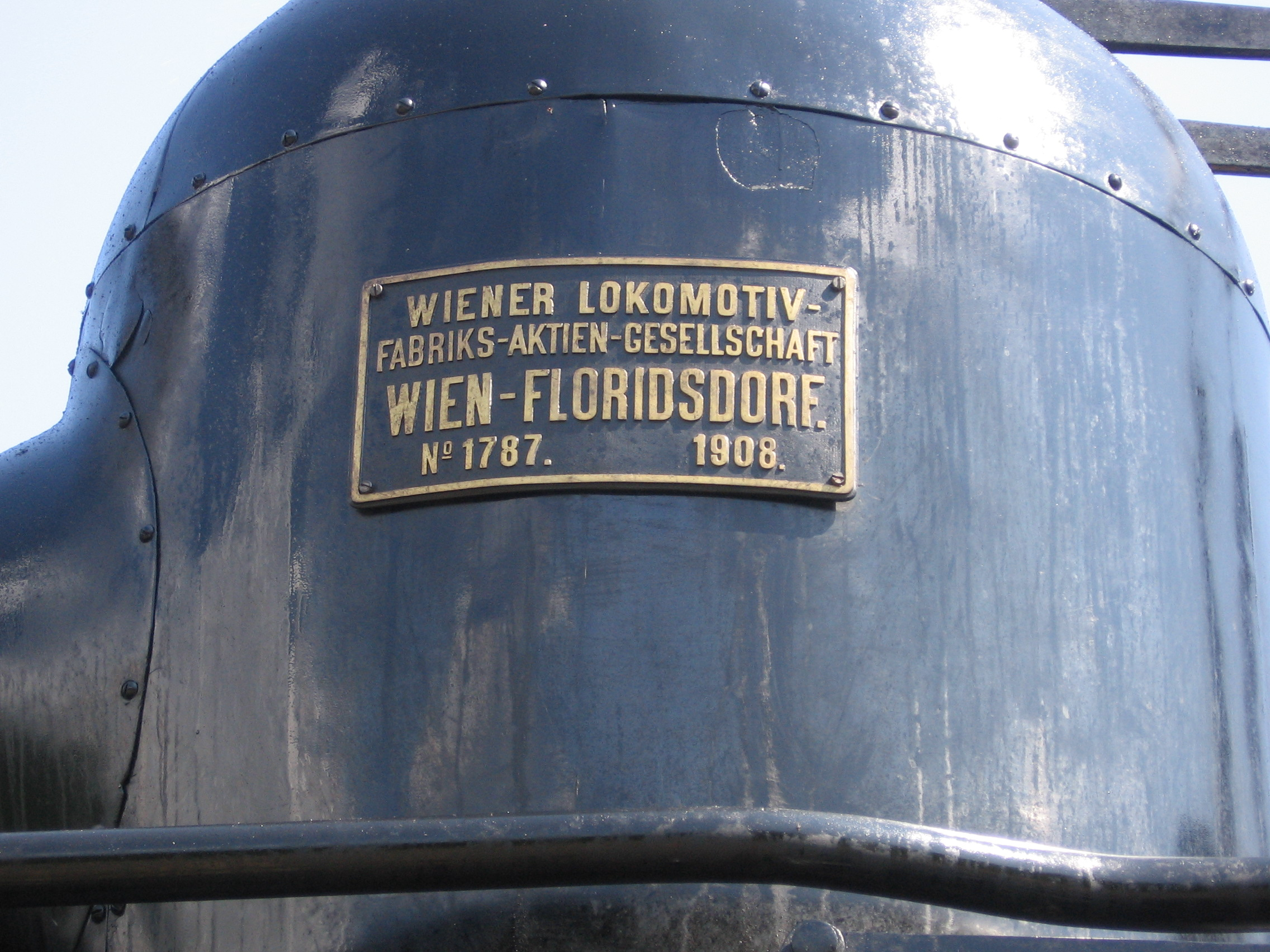
Fabriksschild

Die Lokomotivfabrik Floridsdorf (als Abkürzungen sind Flor, WLF für Wiener Lokomotivfabrik Floridsdorf, sowie auch LOFAG für Lokomotivfabrik Floridsdorf AG gebräuchlich) war eine Lokomotiv- und Maschinenfabrik in Wien und existierte von 1869 bis 1969. Sie war unter anderem auf den Bau von Zahnraddampfloks nach dem System Abt spezialisiert.
Nach der Lokomotivfabrik der Staatseisenbahngesellschaft (StEG, gegründet 1840) und der in Wiener Neustadt (1842) war die Floridsdorfer Lokomotivfabrik die dritte derartige Fabrik auf dem Gebiet der Donaumonarchie.

## Geschichte

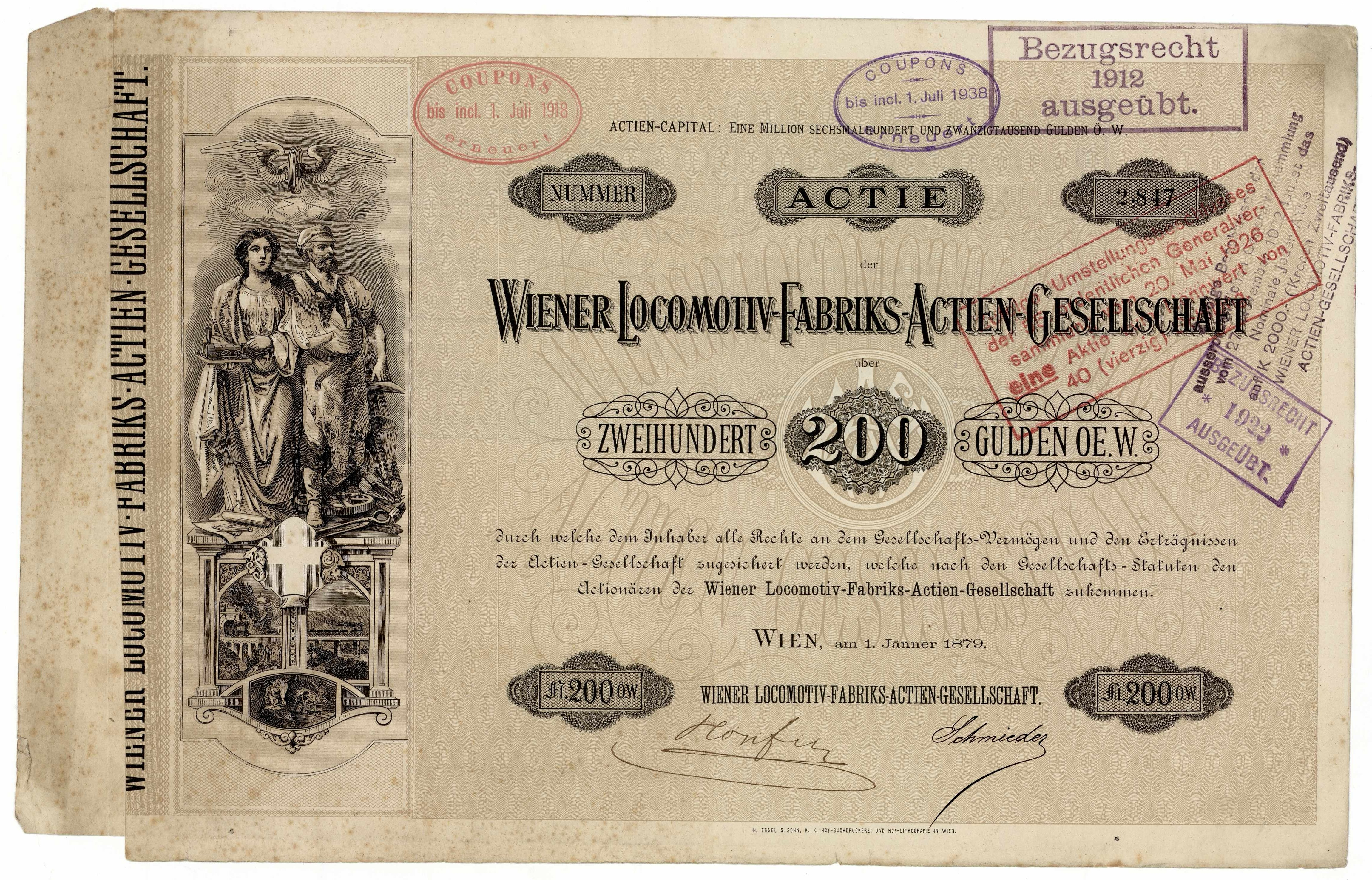
Aktie über 200 Gulden der Wiener Locomotiv-Fabriks-AG vom 1. Januar 1879

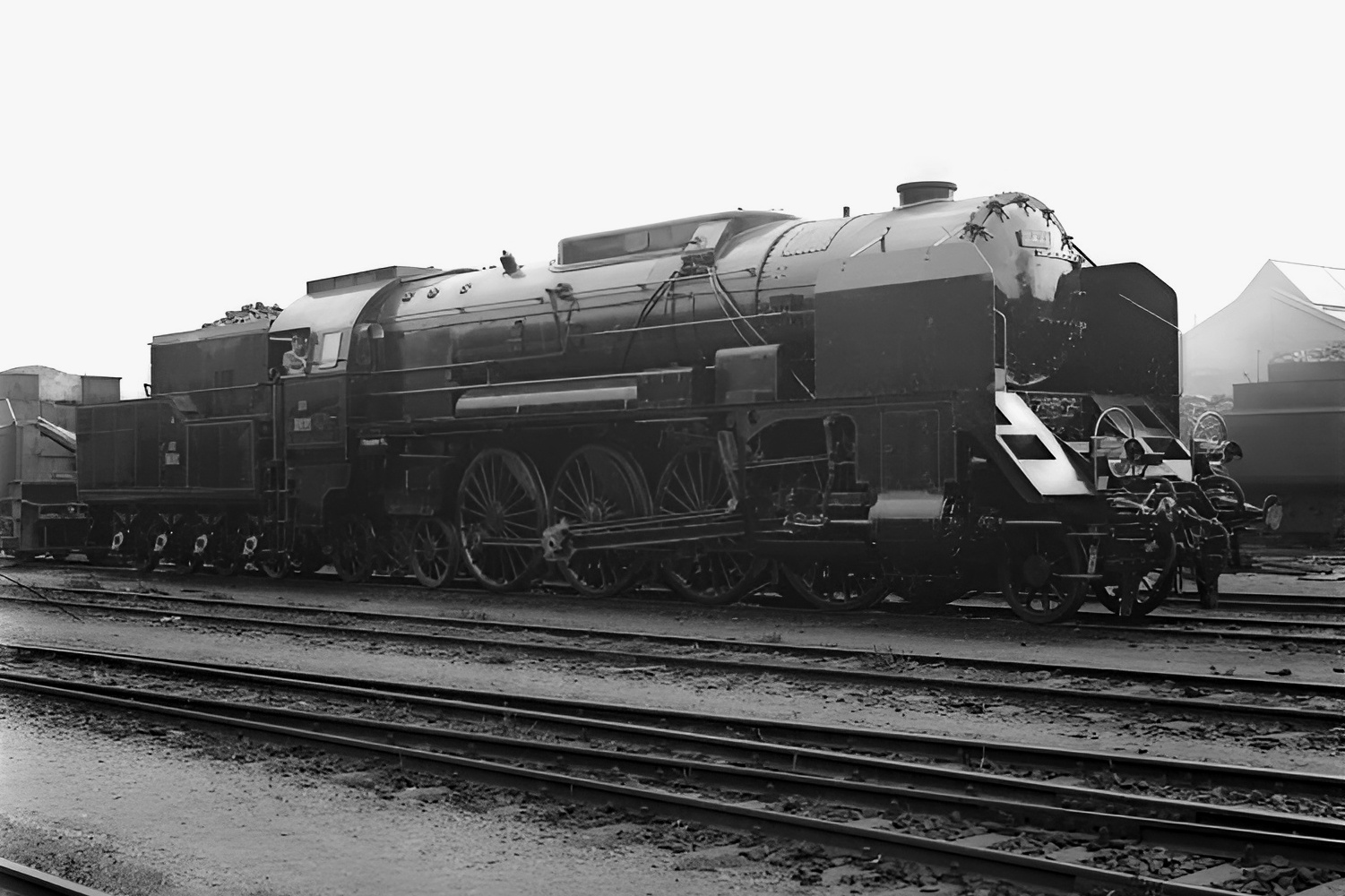
BBÖ 214.01 (gebaut 1929)

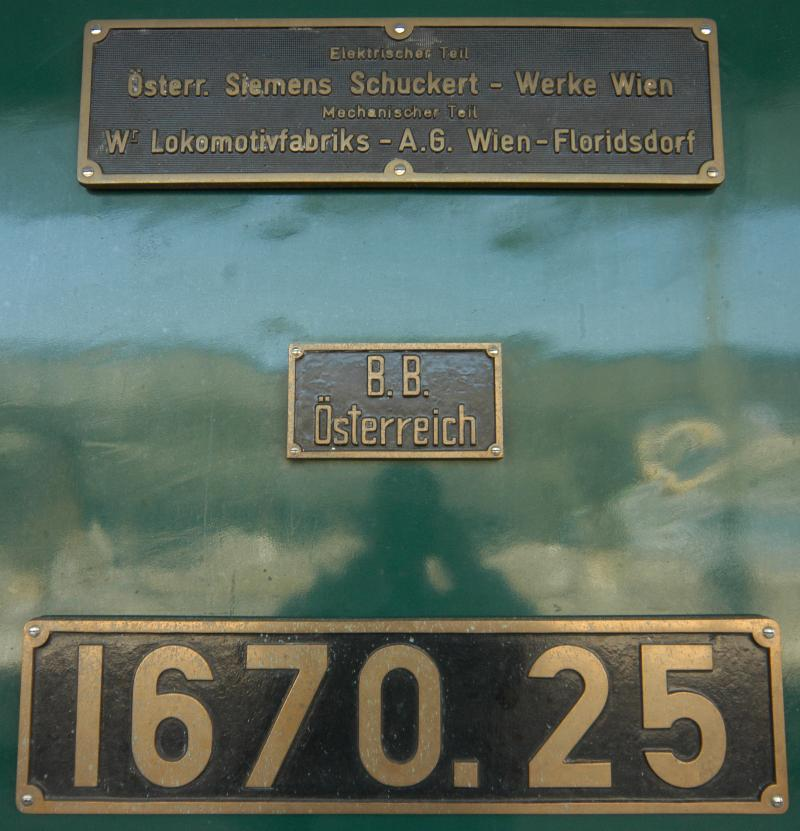
Fabrikschild an der BBÖ 1670.25

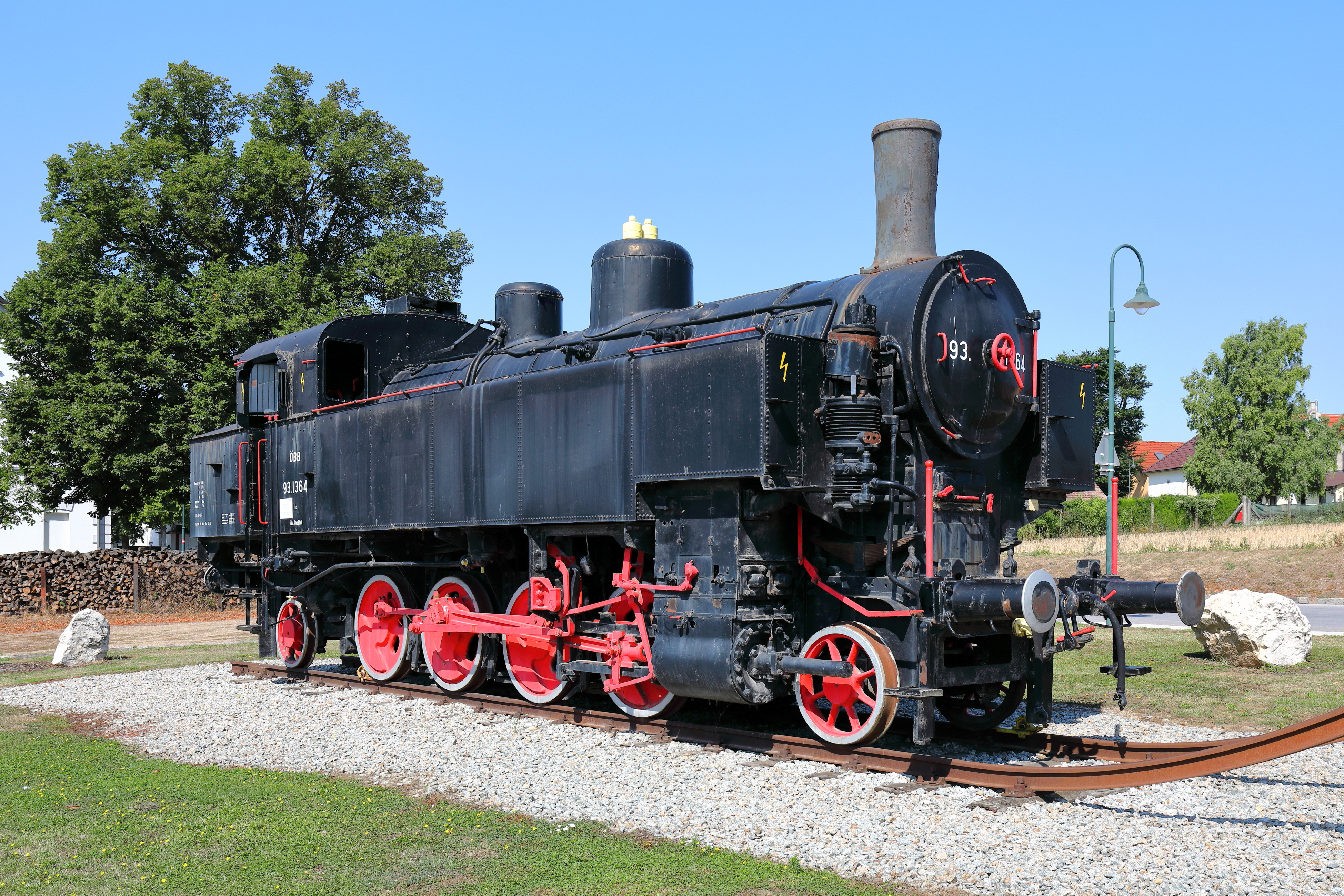
Dampflok der Reihe BBÖ 378, Bj. 1927, Fabriksnr. 2938

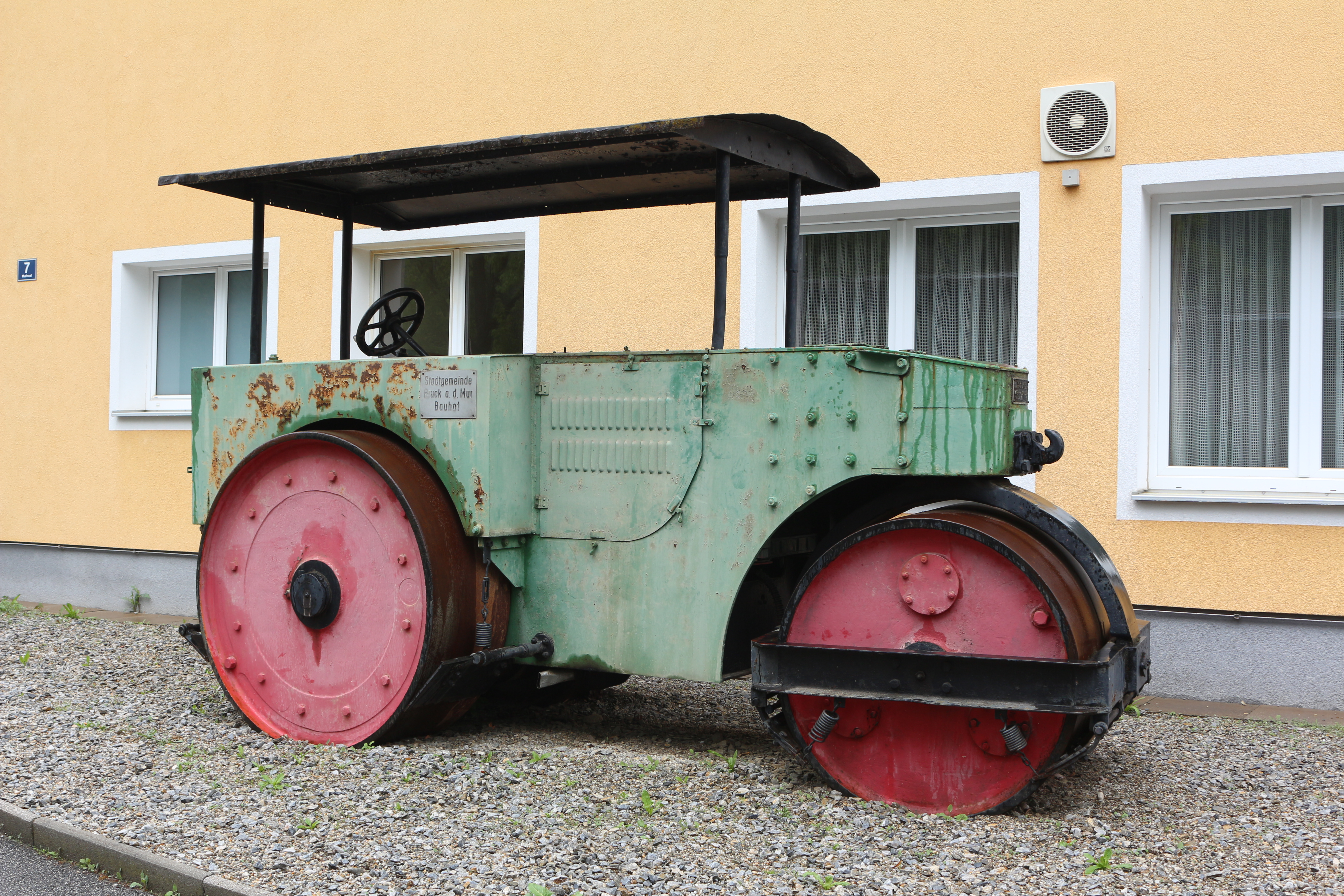
Straßenwalze Fabrik No. 246 (1938) vor dem Bauhof der Stadtgemeinde Bruck an der Mur.

Die von der Familie Rothschild gemeinsam mit dem Wiener Bankverein initiierte Wiener Lokomotiv-Fabriks-Actien-Gesellschaft erhielt am 6. September 1869 ihre Konzession und die Statuten genehmigt, hielt die konstituierende Versammlung am 1. August 1870 ab und wurde schließlich am 2. Oktober 1871 beim Handelsgericht Korneuburg ins Handelsregister eingetragen. Offizieller Sitz der Gesellschaft war Wien mit einer „Zweigniederlassung in Groß Jedlersdorf bei Floridsdorf nächst Wien“.
Am freiliegenden Gelände zwischen der Nordbahn und der Nordwestbahn wurde 1870/71 die von Bernhard Demmer – zuvor technischer Direktor bei der StEG – großzügig geplante Werksanlage errichtet. Zusätzlich zu den für die Produktion und Verwaltung notwendigen Gebäuden wurden auch sieben Arbeiterwohnhäuser mit 117 Wohnungen erbaut. Schon während der Bauarbeiten bemühte sich die Geschäftsleitung um Aufträge, und so konnte schon am 10. Juni 1871 die erste Lokomotive, die „HUMBOLDT“ an den Kunden, die ÖNWB, übergeben werden.
Die Auftragslage war – der allgemeinen wirtschaftlichen Lage entsprechend – schwankend. So wurden nach dem Wiener Börsenkrach von 1873 nur sieben Loks verkauft. Dementsprechend entwickelte sich auch die Zahl der Arbeitsplätze. In schlechten Jahren waren weniger als 1.000 Arbeiter hier beschäftigt, während es in guten ungefähr 1.500 Personen waren.
Ab 1881 wurde zudem der Bau von Zahnradlokomotiven aufgenommen. Nachdem das k.u.k Militär („Eisenbahnbureau des Generalstabs“) die Zustimmung für die Elektrifizierung von Eisenbahnstrecken gegeben hatte, wurden ab 1911 auch Elektrolokomotiven für den Streckendienst gebaut. Den Anfang machte die Reihe 1060 für die Mittenwaldbahn.

### Nach dem Ersten Weltkrieg
Da nach dem Ende des Ersten Weltkriegs zahlreiche Kunden verloren gingen, musste sich die Geschäftspolitik umstellen. Für die Österreichischen Bundesbahnen führte man die Hauptrevision an Dampflokomotiven durch, ab 1922 fertigte man Straßenwalzen und ab 1926 stationäre Kesselanlagen. Dazu kam noch Industrieanlagenbau.
1923 wurden die ersten Krokodil-Lokomotiven der Reihe 1100 für die BBÖ gebaut. 1924/1925 wurden im Auftrag der polnischen Staatsbahnen ehemals russische Güterzuglokomotiven auf Normalspur umgespurt und die Hauptrevision durchgeführt.
1929 landete Floridsdorf einen Coup, in dem sie mit der Reihe 214 die damals stärkste Dampflokomotive Europas konstruierte. Die Treibstangen von 4,10 m Länge sind bis heute die längsten der Welt. Der Beschaffung dieser Loktype war eine intensive politische Diskussion vorangegangen. Die 214er waren die stärksten und schnellsten in Österreich gebauten Dampflokomotiven.
In der Zwischenkriegszeit wurde die Lokomotivindustrie im klein gewordenen Österreich branchenmäßig zusammengefasst. Politisch hatte die WLF dabei die besten Karten, denn von den vier Lokomotivfabriken in Österreich überlebte nur die Floridsdorfer Lokomotivfabrik. Alle anderen (StEG in Wien, Krauss & Co in Linz, Lokomotivfabrik Wiener Neustadt) wurden von der WLF im Zuge von Fusionen 1930 übernommen und umgehend geschlossen, einzelne Typen wurden in Floridsdorf weiter gefertigt.

### Zweiter Weltkrieg
In der Zeit des Nationalsozialismus wurde die Fabrik eine Tochterfirma von Henschel & Sohn und in die deutsche Rüstungsindustrie eingegliedert. Die Beschäftigungszahlen schnellten hinauf und eine neue Lehrwerkstatt inklusive Lehrlingsheim wurde errichtet. Es wurden nun auch deutsche Lokomotivtypen wie die Baureihen 50, 86 und E 44 gefertigt. Die als Reihe 1870 der BBÖ geplante Version der deutschen E 18 wurde als Baureihe E 18.2 an die Deutsche Reichsbahn ausgeliefert, sie waren die ersten von der WLF hergestellten Lokomotiven mit einem geschweißten Rahmen.
Während des Zweiten Weltkriegs hatte das Werk unter den schweren Bombenangriffen zu leiden, konnte aber immer weiter produzieren. Hauptsächlich wurden unter massivem Einsatz ausländischer Zwangsarbeiter Dampflokomotiven der Baureihe 52 produziert, über 1.172 Stück für die DR und 20 Stück für die CFR (dort als 150 bezeichnet), die höchste Produktionszahl aller am 52er-Bau beteiligter Lokomotivfabriken. Kriegsbedingt stieg die Zahl der Arbeiter auf bis zu 8.000, durch Rationalisierung der Fertigung, Arbeitsaufteilung auf andere Werke und einen großzügigen Ausbau der Gießerei gelang es, bis zu drei komplette Lokomotiven pro Tag zu montieren. Die LOFAG stellte zu dieser Zeit hauptsächlich Schmiedeteile wie Treibstangen her.
In der sogenannten S-Halle des Bauteils III wurden zudem unter Geheimhaltung Bauteile für U-Boote und V2-Raketen gefertigt. Für die damals unter deutscher Kontrolle stehenden Slovenské železnice baute Floridsdorf die Dampftriebwagen Baureihe M 273.1, die Adolph Giesl-Gieslingen aus dem BBÖ DT 1 weiter entwickelte.
Ab dem Frühjahr 1944 wurde die Produktion auf die DR-Baureihe 42 umgestellt und am 13. Juni wurde die 42 2301 an die DR übergeben. Am 9. März 1945 verließ mit 42 2580 die 2.115. und letzte während des Kriegs gebaute Lokomotive das Werk.

### Nachkriegszeit

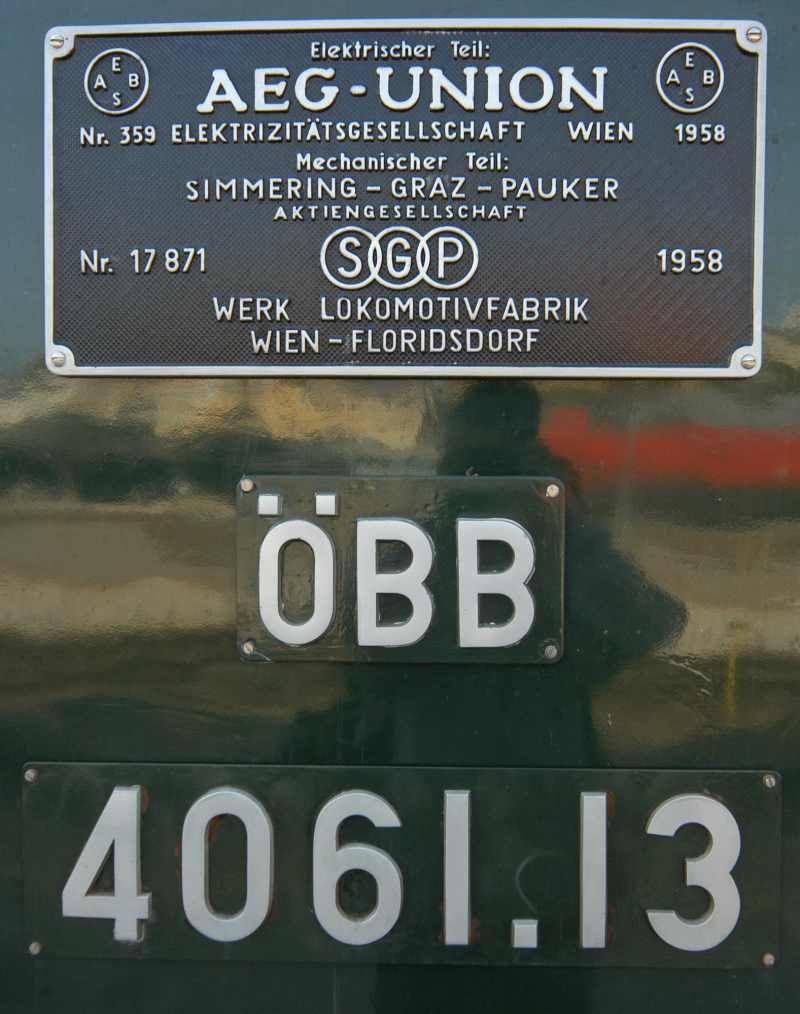
Fabrikschild an Lokomotive ÖBB 4061.13

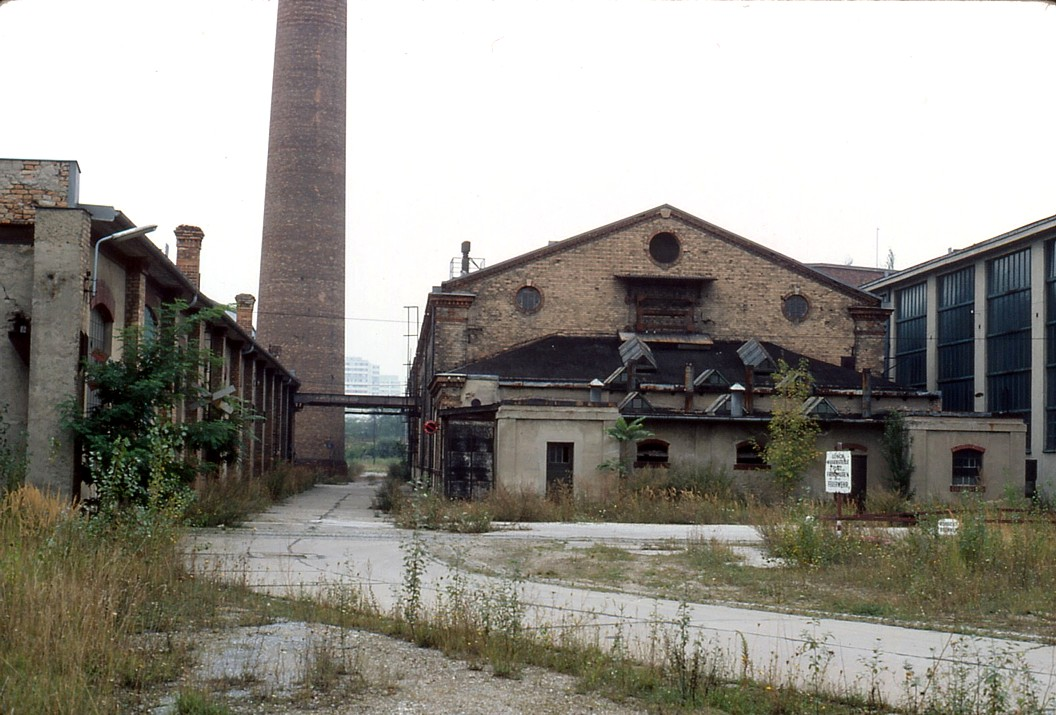
Lokomotivfabrik Floridsdorf, 1980

Mitte April 1945, nach dem Ende der Kampfhandlungen in Wien, wurden große Teile des Werks demontiert und in die Sowjetunion abtransportiert. Neben Maschinen wurde auch Rohmaterial abtransportiert, angeblich 800 Waggonladungen. Trotzdem stand Ende Oktober mit der Lokomotive 42 2701 der DR-Baureihe 42 die erste nach dem Krieg gebaute Dampflokomotive vor der Werkshalle, sie entstand aus noch vorhandenen vorgefertigten Teilen. Neben dem Bau neuer Loks war – wegen der Zerstörung der benachbarten Hauptwerkstatt Floridsdorf – die Hauptrevision von Lokomotiven der ÖStB die Hauptarbeit im Werk.
1946 unterstellte die sowjetische Besatzungsmacht die Floridsdorfer Lokomotivfabrik der Verwaltung durch die USIA. Gleichzeitig sollte das Werk durch das Verstaatlichungsgesetz vom 26. Juli 1946 ins Eigentum der Republik Österreich übergehen. Dieses Gesetz konnte in den sowjetisch besetzten Gebieten aber erst nach dem Abschluss der Verhandlungen über den Österreichischen Staatsvertrag 1955 vollzogen werden.
Während der Zeit als USIA-Betrieb wurden nur wenige Lokomotiven hergestellt, dafür aber viele artfremde Produkte wie unter anderem Zentralheizungskessel, Entrindungs- und Fassbindemaschinen, Seilwinden und Fahrgestelle für Eisenbahn-Drehkräne. Erst ab 1953 wandte man sich wieder vermehrt dem Lokomotivbau zu, davor wollten die Österreichischen Bundesbahnen keine Aufträge an die russisch kontrollierte Fabrik vergeben. Für Indien wurden zunächst 99 Lokomotiv-Ersatzkessel geliefert, danach folgten bis 1958 insgesamt 140 Dampflokomotiven der Typen WG, WP und YG. Zwei WP-Lokomotiven waren probeweise mit einem Giesl-Ejektor ausgestattet worden.
Mit der am 13. August 1955 erfolgten Übergabe der Floridsdorfer Lokomotivfabrik an die österreichische Verwaltung kam gleichzeitig die Verstaatlichung von 1946 zur Anwendung. Das Unternehmen gelangte im Zuge dieser 1956 in den Einflussbereich des Simmering-Graz-Pauker-Konzerns (SGP).
Hauptprodukt in der Zeit nach 1955 waren Diesellokomotiven für das In- und Ausland, darunter auch Zahnradloks für die Tschechoslowakei. Allerdings sanken die Stückzahlen, was nach geringer Produktivität aussieht, tatsächlich wurden aber als Auftragsarbeit für Henschel & Sohn (für die ÖBB 2050) und das SGP-Werk in Simmering Drehgestelle gefertigt. 158 Drehgestelle waren für Triebwagen der elektrischen Schnellbahn Kairo – Heluan (Ägypten) bestimmt.
Am 14. Februar 1958 wurde die gänzliche Verschmelzung der Floridsdorfer Lokomotivfabrik mit SGP beschlossen, was das Ende als eigenständiges Unternehmen bedeutete. Zwar gab es in den folgenden Jahren noch einmal einen Großauftrag von 50 Diesellokomotiven der BDŽ-Baureihe 04 (ähnlich ÖBB 2020) für die Bulgarischen Staatsbahnen, aber die Lokomotiven erwiesen sich als Fehlkonstruktion und die Nacharbeiten belasteten das Firmenbudget mit ca. 3 Millionen Schilling.
In Summe leerten sich die Auftragsbücher. Die Erzeugung von Kesselwagen und gedeckten Güterwagen war mehr oder minder eine Notlösung. Für die ÖBB wurden in dieser Zeit die bewährten Dieselloks der Reihen 2095 sowie 2067 gefertigt, daneben in den Jahren 1955–58 Elektrolokomotiven der Baureihen 4061, 1062 und ab Mitte der 1960er Jahre die Reihe 1042.
Am 19. September 1969 wurde mit der Elektrolok 1042.540 das letzte von 6043 in Floridsdorf gebauten Triebfahrzeugen an die ÖBB übergeben, anschließend wurde die Fabrik geschlossen.

### Überbleibsel
Kurz vor der Schleifung aller Anlagen war in den 1980er-Jahren noch im Gespräch, auf dem Gelände der Lokomotivfabrik in den teilweise noch gut erhaltenen Hallen ein österreichisches Verkehrsmuseum einzurichten. Heute steht von der Fabrik nichts mehr. An ihrer Stelle befindet sich neben verschiedenen Kleinbetrieben, einem Baumarkt (mittlerweile einem Lebensmittelgeschäft gewichen) und Möbelhäusern das Shopping Center Nord. Ein letztes Relikt ist ein Obelisk, der an die Opfer des Nationalsozialismus unter den Mitarbeitern des Unternehmens erinnert.
Im Jahr 1901 wurde in Floridsdorf die Lokomotivgasse nach der Lokomotivfabrik benannt.
Die Station „Lokfabrik“ der Straßenbahnlinie 331 (heute 31) lag zwischen den heutigen Stationen „Bahnsteggasse“ und „Brünner Straße – Schnellbahn“.

## Zahnradlokomotiven

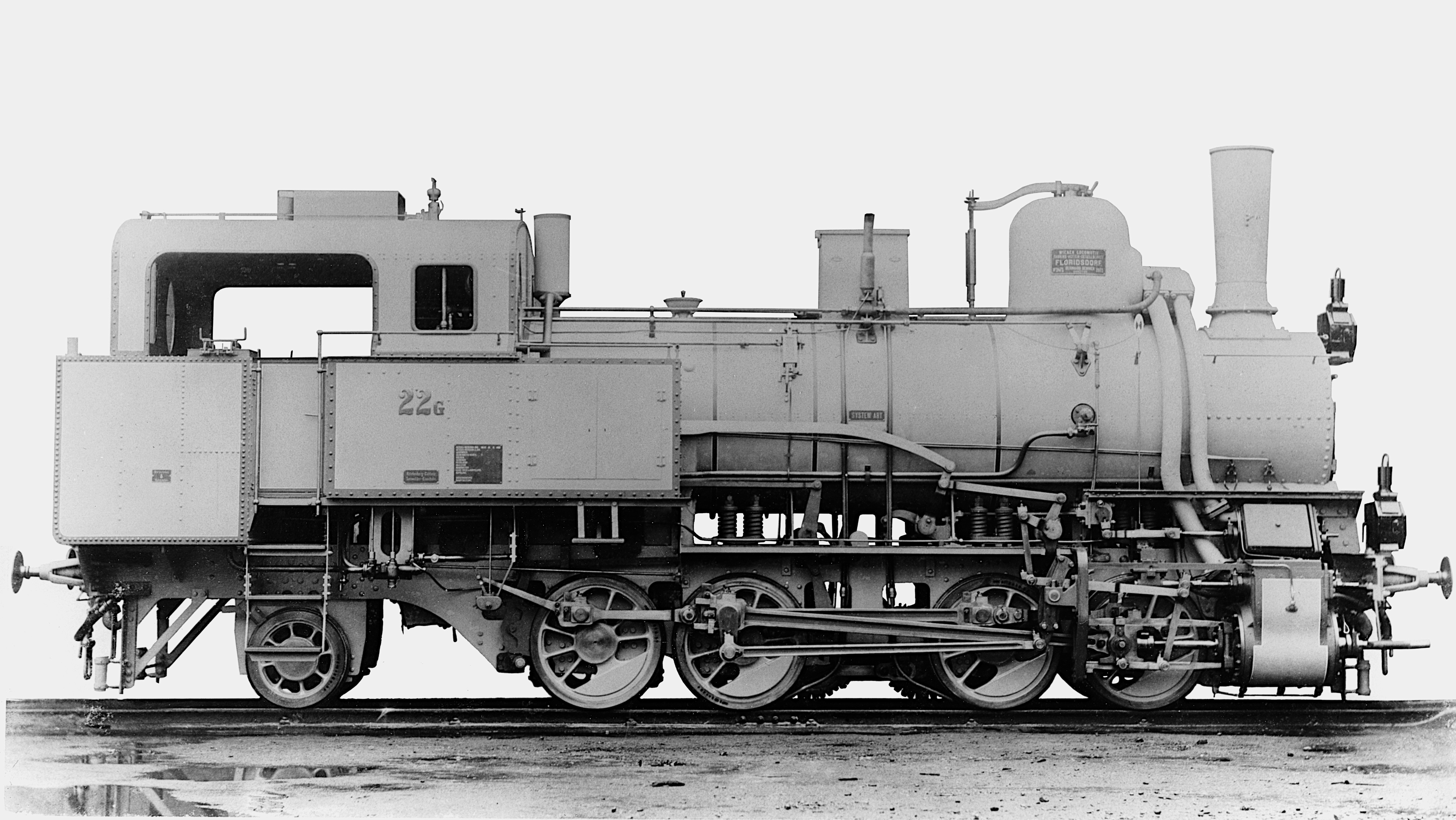
Werkfoto einer kkStB 169 (1901)

Die Lokomotivfabrik Floridsdorf war bekannt für die Herstellung von Zahnradlokomotiven, 1881 wurde die erste Zahnradbahnlokomotive für ein ungarisches Eisenwerk konstruiert. Ausgeführt wurde diese Lok als Schmalspurlok (790 Millimeter Spurweite). Es folgten meterspurige Lokomotiven nach dem System Riggenbach für die Gaisbergbahn, die Csorbasee-Zahnradbahn und die Achenseebahn. Die dort eingesetzten Loks Achenseebahn 1 bis 4 verkehren heute noch und zählen zu den ältesten im Einsatz stehenden Lokomotiven der Welt.
Da Floridsdorf der einzige Lizenznehmer für das Zahnradbahnsystem Abt in der Donaumonarchie war, lieferte das Unternehmen fast alle in Österreich-Ungarn benötigten Zahnradlokomotiven, u. a. die Lokomotiven der Erzbergbahn, der Tannwalder Zahnradbahn und der Bosnisch-Herzegowinischen Landesbahnen (Spurweite 760 mm). Mit der kkStB 269 nach Plänen von Karl Gölsdorf wurde 1912 die damals stärkste Zahnradlokomotive der Welt gebaut. Die Stütztenderlokomotive der Baureihe BHStB-Baureihe IIIc5 (gebaut 1894 bis 1919) ist mit einer Stückzahl von 38 Exemplaren die weltweit am öftesten gebaute Zahnradlokomotive.
1942 wurde mit der DR-Baureihe 97.4 abermals die stärkste Zahnradlok der Welt gebaut, die nach dem System Abt konstruierte Type bewährte sich allerdings nicht.
Das bekannte Zahnrad-Know How in Floridsdorf hielt sich bis nach dem Zweiten Weltkrieg. Als die Fabrik bereits Teil des SGP-Konzerns war, wurden 1961 ein letztes Mal Zahnradlokomotiven in Floridsdorf gebaut: Die Dieselloks der Baureihe T 426.0 (Spitzname „Rakušanka“) wurden für die Tschechoslowakischen Staatsbahnen sowie ein ungarisches Eisenwerk gefertigt, auch die ÖBB übernahmen ein Exemplar als Lok als ÖBB 2085.01.

## Prominente Mitarbeiter
- Adolph Giesl-Gieslingen: Seine Tätigkeit bei der Floridsdorfer Lokomotivfabrik war von einem langjährigen Aufenthalt in den USA unterbrochen. 1938 kehrte er zurück und nach dem Zweiten Weltkrieg wurde er Chefkonstrukteur. Er war unter anderem an der Konstruktion der Reihe 214 beteiligt.
- Johann Rihosek: Lokomotivkonstrukteur
- Franz Jonas: Der gelernte Schriftsetzer arbeitete nach 1938 als Verrechnungsbeamter in der Floridsdorfer Lokomotivfabrik. Ab dem 22. Juni 1951 war er Bürgermeister und Landeshauptmann von Wien und ab dem 1. Juni 1965 bis zu seinem Tod am 24. April 1974 Bundespräsident von Österreich.
- Rosa Weber: Die spätere Nationalratsabgeordnete arbeitete während der NS-Zeit als Buchhalterin in der Lohnverrechnung.[5]

## Lokomotiven

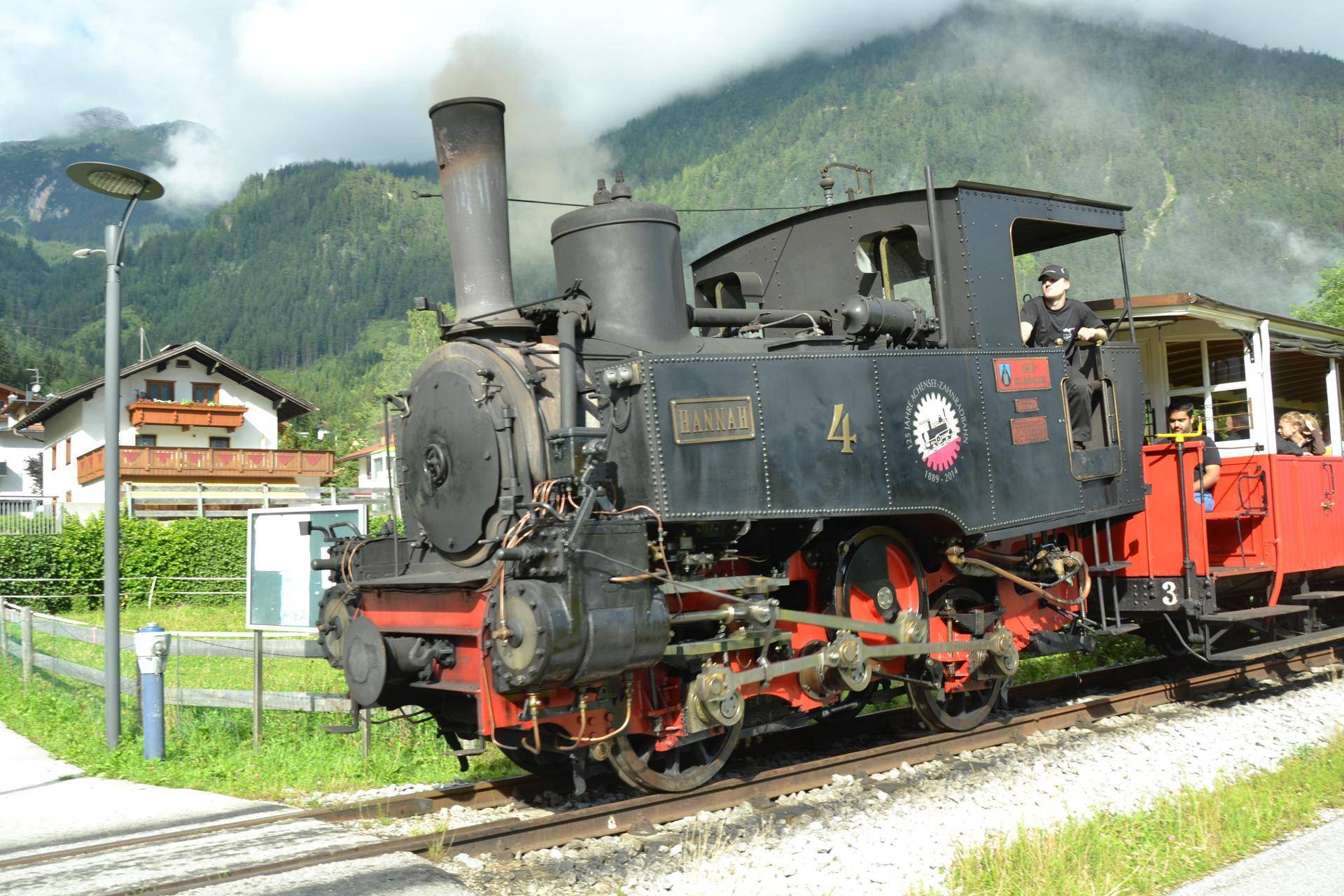
Lok 4 der Achenseebahn (1889)
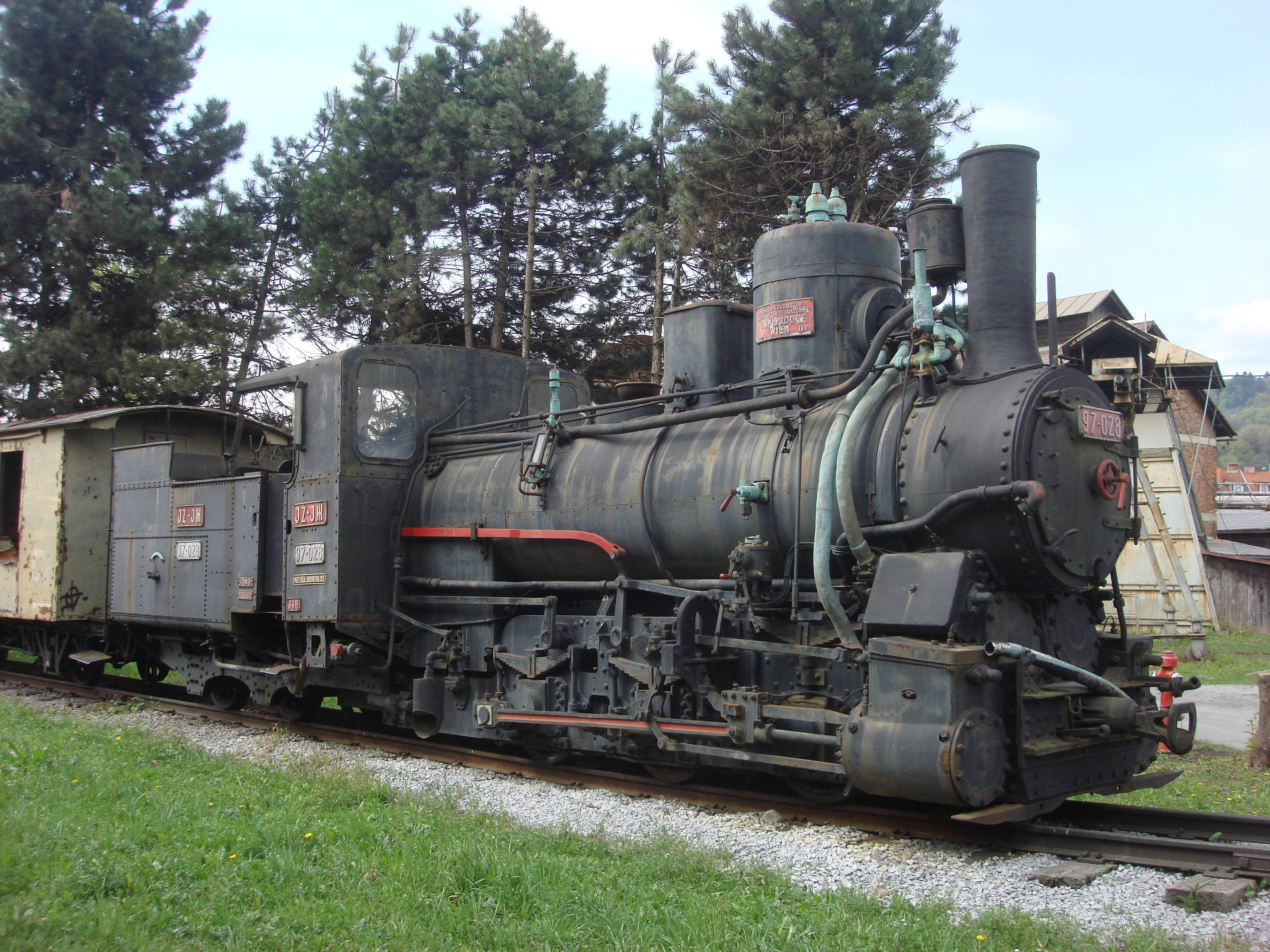
Zahnraddampflok BHStB IIIc5 (ab 1894)
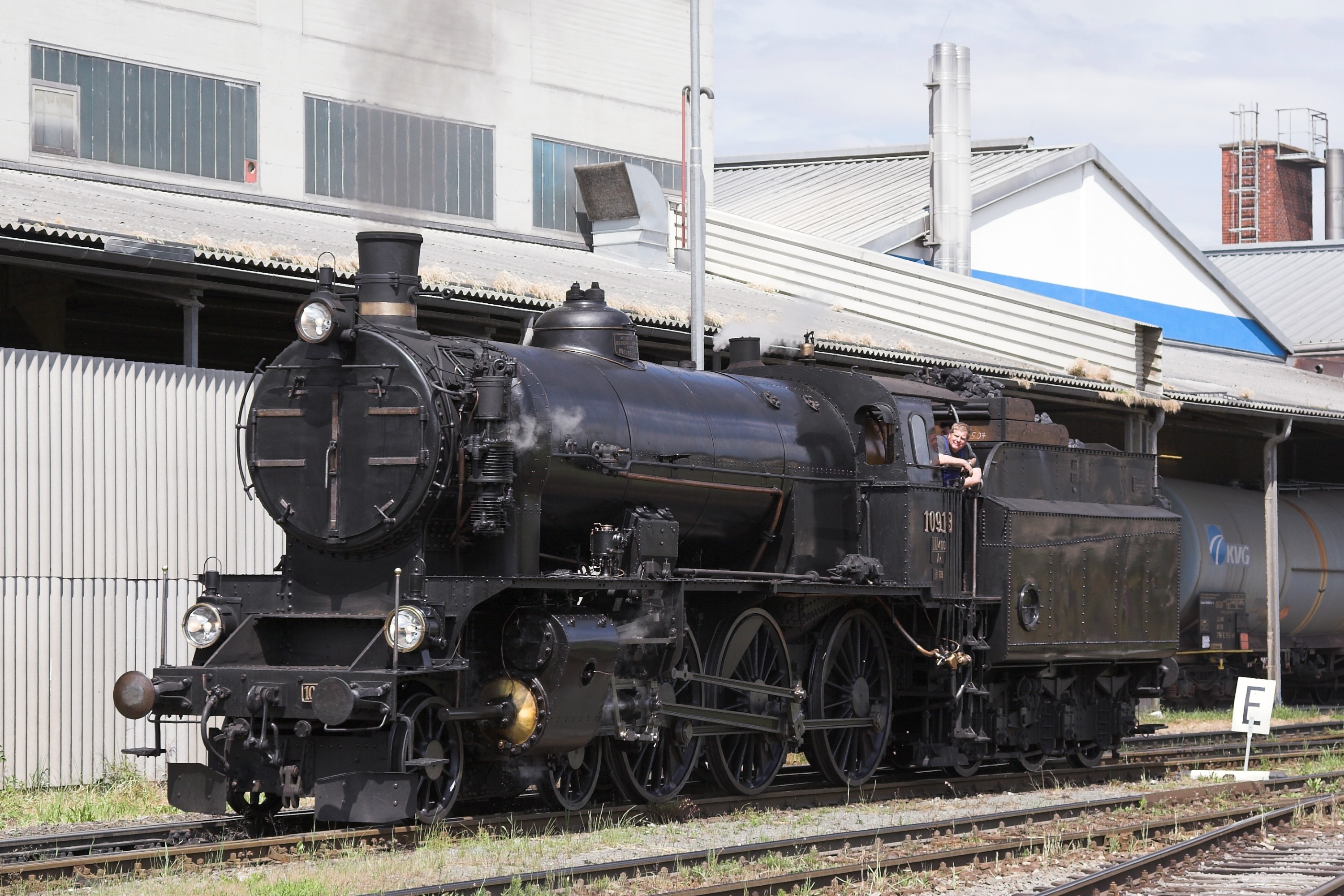
2’C-Schnellzugslok der Südbahn Reihe 109 (1912)
Zahnraddampflok kkStB 269 (1912)
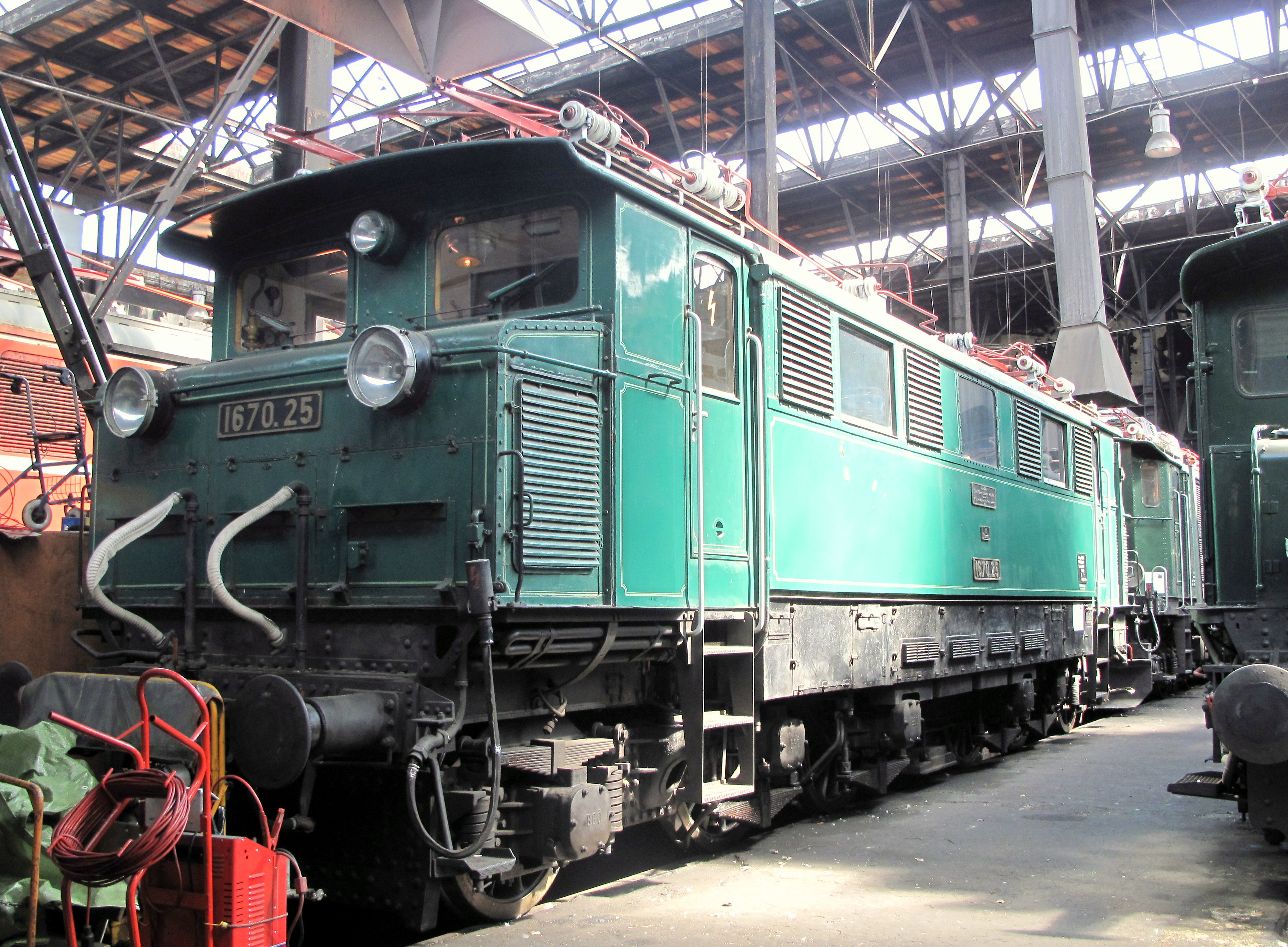
ÖBB Reihe 1670 (1930)
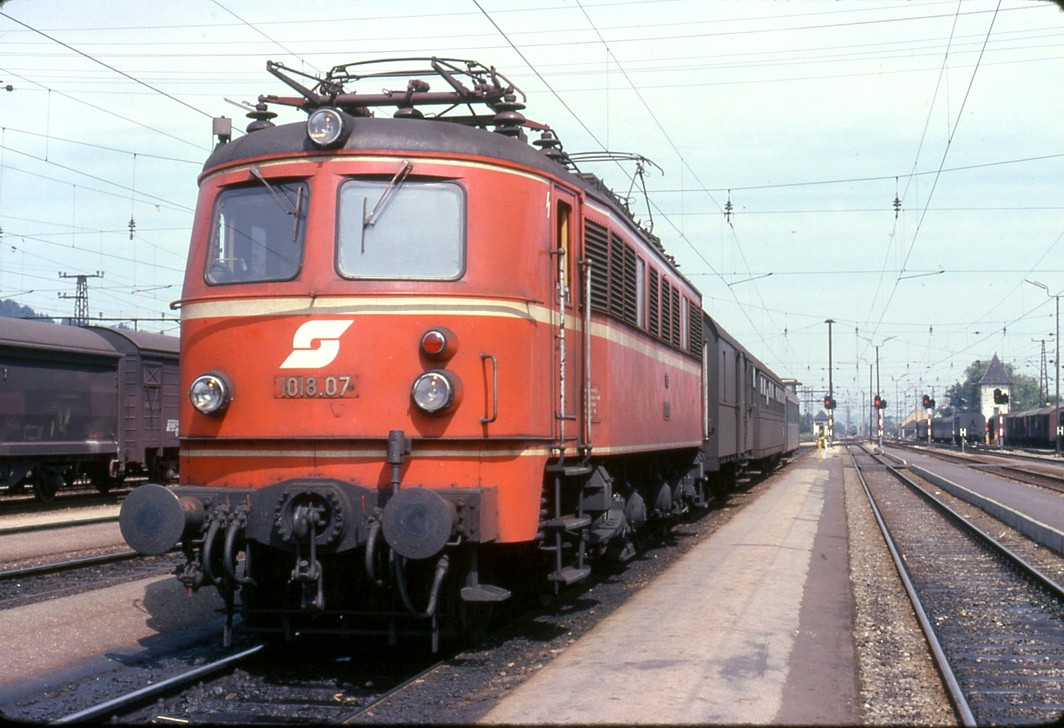
ÖBB 1018 (1938)
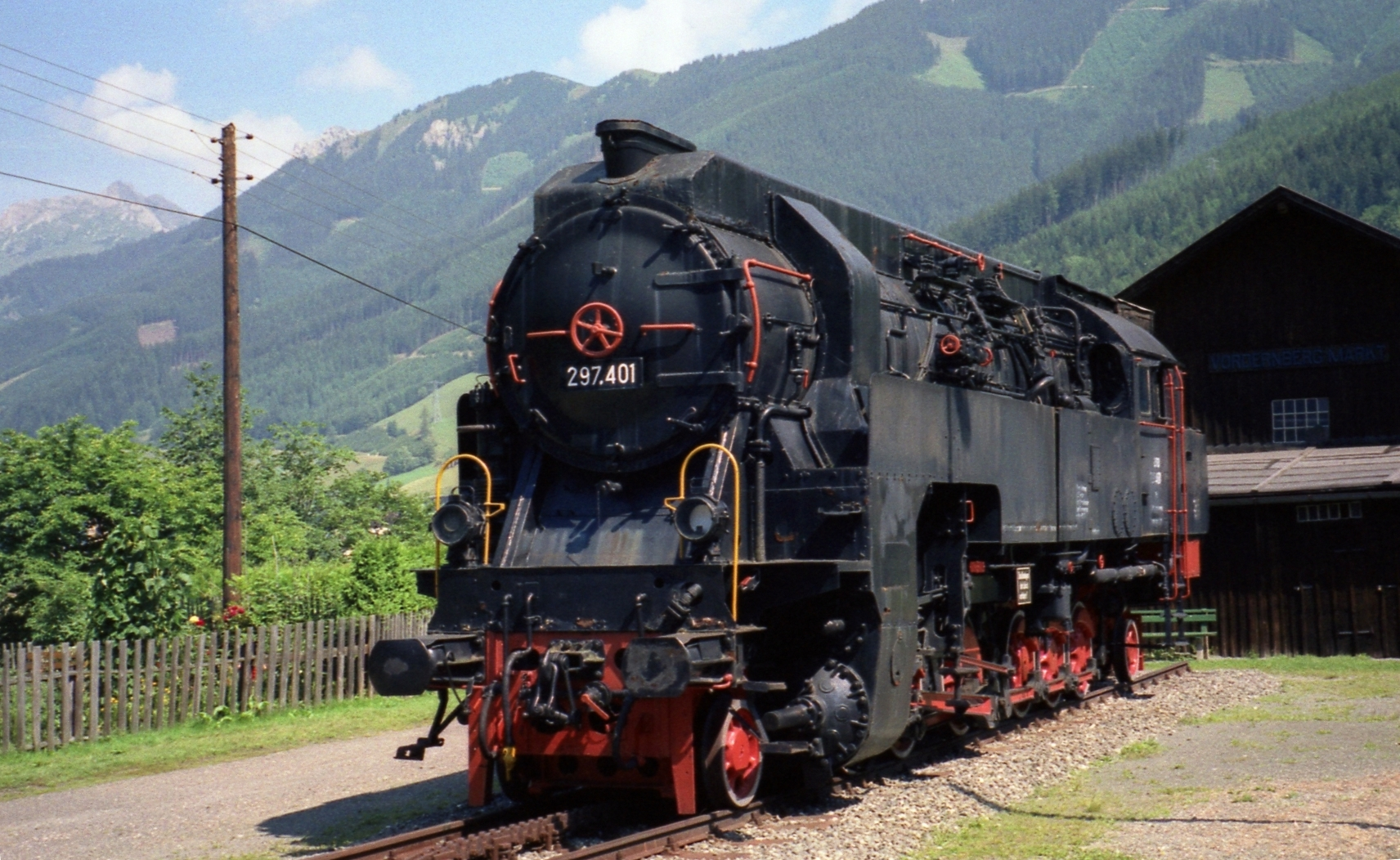
Zahnrad-Tenderlokomotive der DR-Baureihe 97.4 (1942)
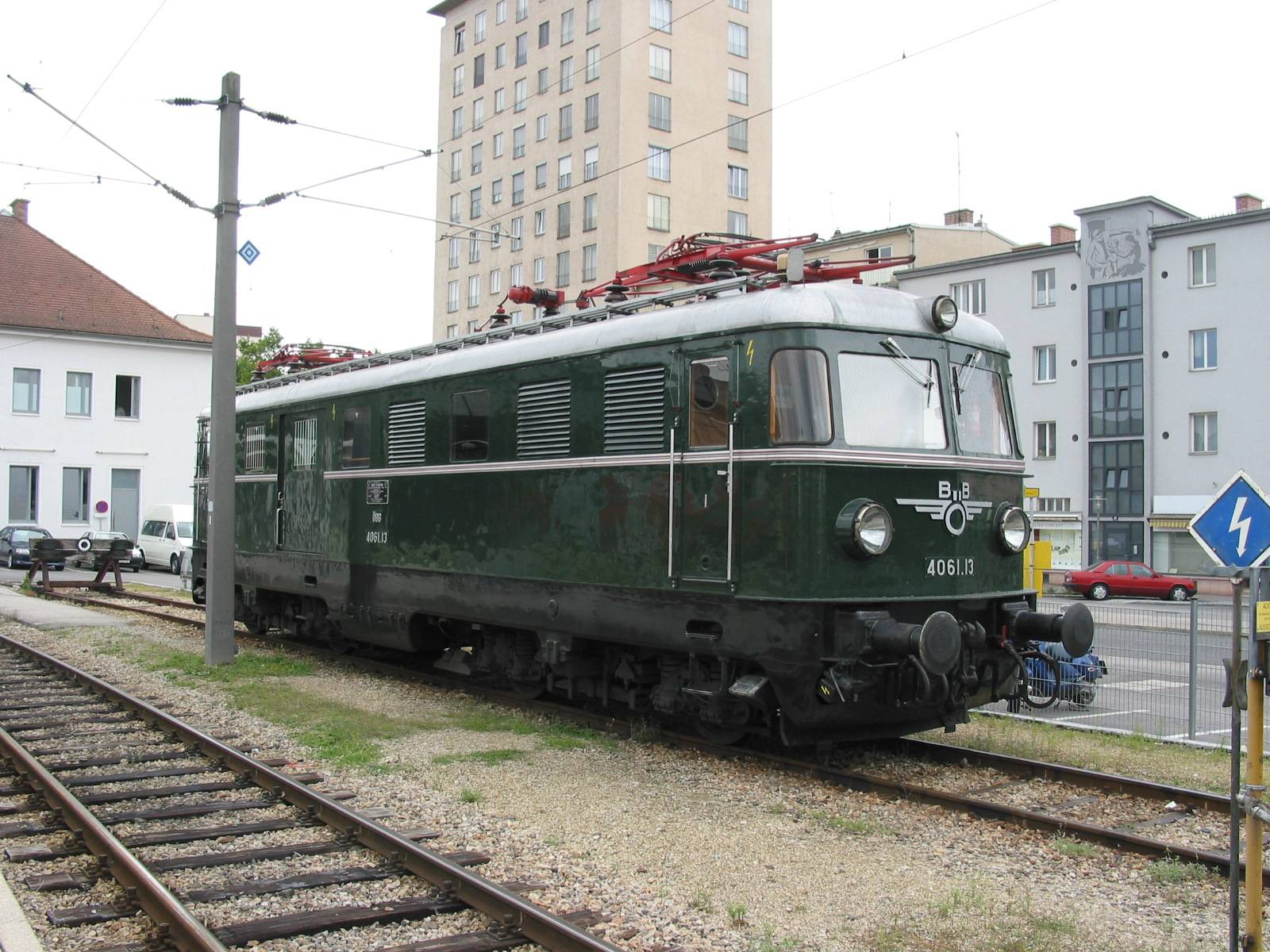
Gepäcktriebwagen ÖBB 4061
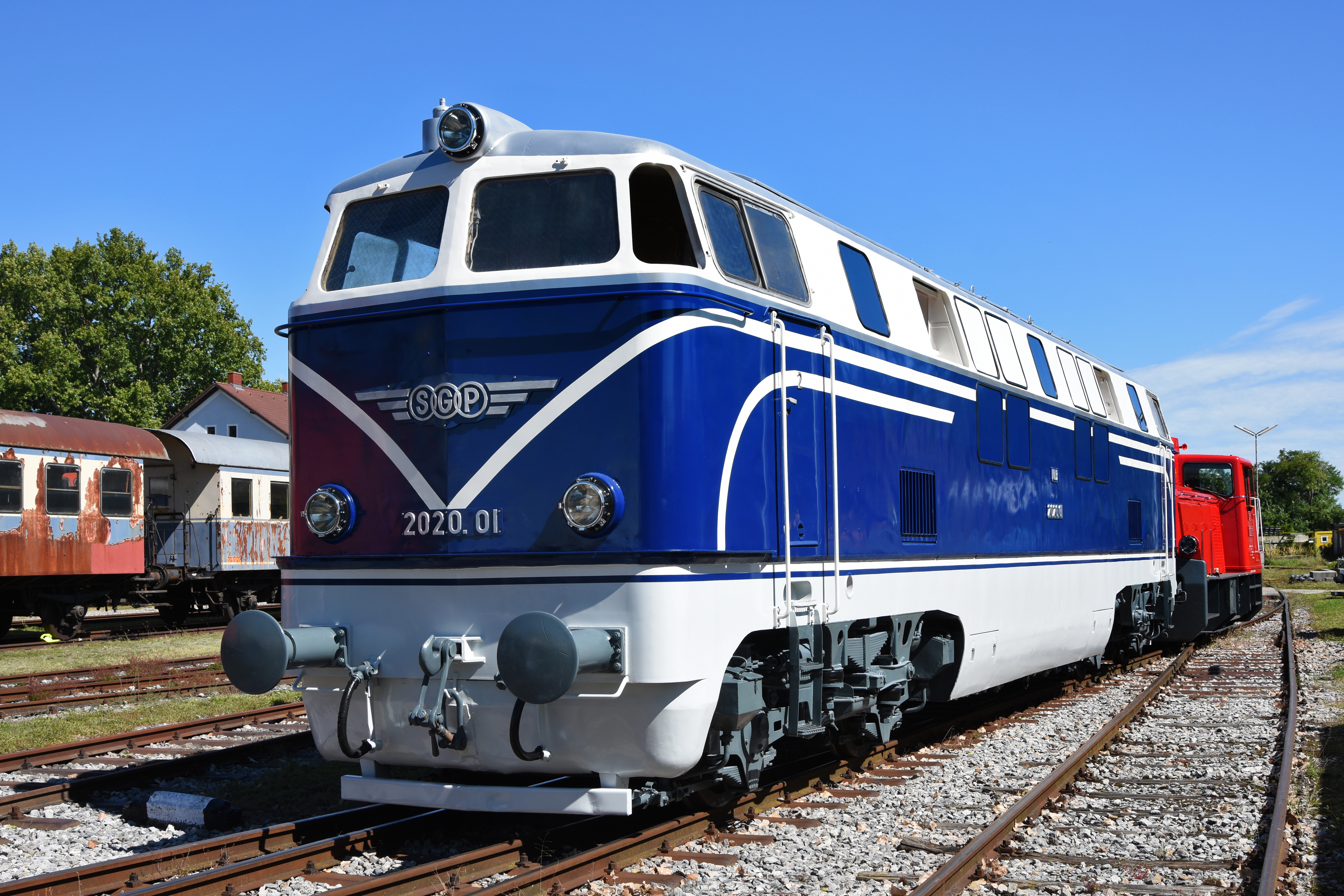
Einzelstück ÖBB 2020

## Erhaltene Lokomotiven
Eine sehr große Zahl von Lokomotiven ist in den Nachfolgestaaten der Donaumonarchie sowie in angrenzenden Staaten erhalten. Einige davon werden betriebsbereit gehalten und gelegentlich eingesetzt.
In Indien sind einige Exemplare der Baureihe YG erhalten geblieben.